# Фонд Джеймстауна
Джеймстаунський фонд — консервативний   мозковий центр із питань оборонної політики , що базується у Вашингтоні. Заснований у 1984 як платформа для підтримки радянських перебіжчиків, його заявлена місія сьогодні полягає в тому, щоб інформувати та навчати політиків про події та тенденції, які, на її думку, мають поточне стратегічне значення для Сполучених Штатів. Джеймстаунські публікації присвячені Китаю, Росії, Євразії та світовому тероризму.

## Заснування та місія
Джеймстаунський фонд був заснований у 1984 році після того, як Аркадій Шевченко, найвищий радянський чиновник, який будь-коли втік, коли він залишив посаду заступника Генерального секретаря ООН, втік у 1978 році. Вільям Геймер, американський адвокат, тісно співпрацював із Шевченком і заснував фонд, як засіб популяризації праць колишнього радянського дипломата та Іона Пачепи, колишнього високопоставленого офіцера румунської розвідки; за допомогою фонду обидва перебіжчики видали бестселери. Директор ЦРУ Вільям Дж. Кейсі сприяв створенню Джеймстаунського фонду, погоджуючись із його скаргами на те, що розвідувальне співтовариство США не надає достатнього фінансування перебіжчикам із радянського блоку. Фонд, спочатку займався підтримкою радянських дисидентів, також допомагав інтелектуалам-перебіжчикам зі Східного блоку поширювати їхні ідеї на заході.

## Лідерство

### Рада директорів
У минулому до ради директорів Джеймстауна входив Збігнєв Бжезінський, колишній радник президента США з національної безпеки Джиммі Картера. До нинішнього правління Джеймстауна входить Майкл Карпентер, керуючий директор Центру дипломатії та глобальної взаємодії Пенна Байдена. Раніше Карпентер працював у Пентагоні заступником помічника міністра оборони та в Білому домі як радник із зовнішньої політики нинішнього президента Джо Байдена (коли Байден був віце-президентом за Барака Обами ), а також у Раді національної безпеки як директор у справах Росії. До правління Джеймстауна також входить Майкл Г. Вікерс, який раніше обіймав посаду заступника міністра оборони з питань розвідки, і роль якого в Центральному розвідувальному управлінні під час радянсько-афганської війни була відомою у книзі Джорджа Крайла «Війна Чарлі Вілсона» 2003 року. 
Станом на 2021 рік до правління фонду входять генерал Майкл В. Гейден; Брюс Хоффман; Метью Брайза; Роберт Сполдінг, який виступав архітектором американсько-китайської стратегії, працюючи в Раді національної безпеки в адміністрації Дональда Трампа; Мішель Ван Клів; Артур Волдрон; і Тімоті Дж. Кітінг, тоді як стипендіати Джеймстауна включали Володимира Сокора; Януш Бугайський; Пол Гобл; Майкл Шойєр (який стверджує, що його звільнили за критику відносин Сполучених Штатів з Ізраїлем), Томас Кент, колишній президент Радіо Вільна Європа/Радіо Свобода; Віллі Во-Лап Лам, спеціаліст із Китаю з Гонконгу; Джейкоб Зенн, провідний експерт з Боко Харам; і Стівен Ульф , провідний експерт з ідеології джихаду.

### Персонал
У вересні 2023 року Пітер Меттіс був призначений президентом Джеймстауна, змінивши Глена Е. Говарда, який пропрацював на цій посаді 20 років.

## Діяльності
Основна увага приділяється Китаю, Євразії, Росії та глобальному тероризму. Станом на 2023 рік основні публікації це China Brief  , Eurasia Daily Monitor, Terrorism Monitor, і Militant Leadership Monitor. Попередні публікації включали Eurasia Security Trends, Fortnight in Review, North Korea Review, Russia and Eurasia Review, Russia's Week, Spotlight on Terror, North Caucasus Weekly (колишній Chechnya Weekly )  і Recent From Turkey  і Terrorism Focus. Разом з цими публікаціями Джеймстаун випускає періодичні звіти  та книги.

## Колекція Миколи Гетьмана
У фонді були розміщені картини російського художника Миколи Гетьмана про табори ГУЛАГу. Радянський режим ув’язнив Гетьмана на вісім років за участь в антирадянській пропаганді через карикатуру на Йосипа Сталіна, яку один із його друзів намалював на сигаретній коробці. Він вижив і чотири десятиліття таємно працював над створенням візуального запису системи ГУЛАГу. У вересні 2009 року Джеймстаунський фонд передав колекцію Гетьмана для The Heritage Foundation.

## Сприйняття
У 2007 році російський уряд заявив, що аналітичний центр поширює антиросійську пропаганду, організовуючи дебати про насильство в російській республіці Інгушетія. Як йдеться в заяві МЗС Росії: «Організатори знову і знову вдавалися до цілеспрямованого поширення наклепу щодо ситуації в Чечні та інших республіках російського Північного Кавказу, використовуючи послуги прибічників терористів і псевдоекспертів. Доповідачі отримали карт бланш на поширення екстремістської пропаганди, розпалювання міжнаціональної та міжрелігійної ворожнечі». У відповідь президент Джеймстаунського фонду Глен Говард заявив, що Росія «залякана силою вільного слова, і це суперечить державним маніпуляціям ЗМІ в Росії».
8 грудня 2011 року посол Деніел Бенджамін, координатор Держдепартаменту з питань боротьби з тероризмом при адміністрації Обами, виступив із програмною промовою на П’ятій щорічній конференції з питань тероризму в Джеймстауні, де він похвалив Джеймстаун за його дослідження та аналіз проблем тероризму.
Проект Right Web (нині проект «Мілітаристський монітор»), що базується на Інституті політичних досліджень, критикував Фонд Джеймстауна за ймовірні зв’язки з ЦРУ та просування правого, неоконсервативного порядку денного .
У 2020 році Генпрокуратура Росії заявила, що публікації Джеймстаунського фонду спрямовані на розпалювання сепаратизму в російських регіонах і становлять загрозу безпеці. Він назвав Фонд «небажаною організацією», що може призвести до заборони організації в Росії відповідно до російського закону про іноземних агентів.

## зовнішні посилання
- Офіційний сайт